# Пастуше (зупинний пункт)
Пасту́ше — пасажирський залізничний зупинний пункт Тернопільської дирекції Львівської залізниці на неелектрифікованій одноколійній лінії Вигнанка — Іване-Пусте між станціями Вигнанка (4 км) та Шманьківчики (3 км). Розташований в селі Пастуше Чортківського району Тернопільської області.

## Пасажирськп сполучення
Станом на травень 2019 року щоденно курсували дві пари приміських дизель-поїздів сполученням Іване-Пусте — Тернопіль. Наразі рух приміських поїздів припинено на невизначений термін.